# Anders Ljungstedt
Anders Ljungstedt (chinês tradicional: 龍思泰, chinês simplificado: 龙思泰, pinyin: Lóng Sītài; Linköping, 23 de março de 1759 — Macau, 10 de novembro de 1835) foi um comerciante, diplomata e historiador sueco.

## Biografia
Nascido em Linköping, Anders Ljungstedt formou-se na Escola Catedralícia de Linköping em 1781 e frequentou por algum tempo a Universidade de Uppsala, mas foi obrigado a retirar-se por falta de fundos. Em 1784 viajou até a Rússia, onde trabalhou como professor durante dez anos. Após regressar a Suécia, foi contratado pelo governo sueco para trabalhar como intérprete da língua russa para o rei Gustavo IV Adolfo, durante sua viagem a Rússia.
Em 1798 foi contratado pela Companhia Sueca das Índias Orientais e embarcou para Cantão, onde trabalhou como comissário de bordo encarregado da venda da carga. Após a Companhia ser dissolvida em 1813, Ljungstedt continuou a exercer sua atividade comercial, e em 1815 estabeleceu-se permanentemente em Macau. Mais tarde, foi nomeado cavaleiro da Ordem de Vasa, e em 1820 foi nomeado o primeiro cônsul-geral da Suécia na China. Os negócios de Ljungstedt fizeram dele um homem rico, que doou parte da sua fortuna a uma escola de Linköping, que foi fundada em 1824 e atualmente designa-se Anders Ljungstedts gymnasium.
Ljungstedt nutria grande interesse pela história de Macau, sendo conhecido por ser o primeiro ocidental a refutar a reivindicação portuguesa que a dinastia Ming formalmente tinha cedido sobre Macau. Escreveu a obra An Historical Sketch of the Portuguese Settlements in China and of the Roman Catholic Church and Mission in China, tendo sido publicada em Boston em 1836. Publicado inicialmente em inglês, este estudo aparece traduzido em português pelo periódico Echo Macaense, entre 1 de Agosto de 1893 e 13 de Dezembro de 1896, mas oferecendo aos leitores apenas a primeira parte do livro.
Ljungstedt nunca mais regressou a Suécia e foi sepultado no Cemitério Protestante em Macau. Encontram-se gravadas na sua lápide as seguintes palavras: Aqui jazem os restos mortais de Anders Ljungstedt, Cavaleiro de Wasa, estudioso e filantropo. Nasceu em Linköping a 23 de março de 1759 e morreu em Macau a 10 de novembro de 1835 (em inglês:  Here lies the remains of Anders Ljungstedt, Knight of Wasa, Scholar and Philantropist. He was born in Linkoping March 23, 1759 and died at Macao November 10, 1835, e em sueco:  Har ligger resten av Anders Ljungstedt, Wasariddare, Lard och Manniskovan).
Ainda durante governo português de Macau, em 1997, a Avenida Sir Anders Ljungstedt (em chinês:  倫斯泰特大馬路) foi nomeada em sua homenagem.